# كوروبت
ريكاردو إمانويل براون (بالإنجليزية: Ricardo Emmanuel Brown) ويعرف باسم «كوروبت» (بالإنجليزية: Kurupt) هو ممثل ومغنى راب أمريكي ولد بتاريخ 23 نوفمبر 1972 في فيلادلفيا.

## أعماله
مثل في عدة أفلام منها نصف ميت ونصف ميت 2.

## وصلات خارجية
- كوروبت على موقع IMDb (الإنجليزية)
- كوروبت على موقع روتن توميتوز (الإنجليزية)
- كوروبت على موقع ألو سيني (الفرنسية)
- كوروبت على موقع ميوزك برينز (الإنجليزية)
- كوروبت على موقع إن إن دي بي (الإنجليزية)
- كوروبت على موقع أول ميوزيك (الإنجليزية)
- كوروبت على موقع أول ميوزيك (الإنجليزية)
- كوروبت على موقع أول ميوزيك (الإنجليزية)
- كوروبت على موقع ديسكوغز (الإنجليزية)
- كوروبت على موقع ديسكوغز (الإنجليزية)
- كوروبت على موقع ديسكوغز (الإنجليزية)

صفحته على قاعدة بيانات الأفلام على الإنترنت